# Eupithecia californiata
Eupithecia californiata là một loài bướm đêm trong họ Geometridae.